# Новобарсукский сельсовет
Новобарсукский сельсовет (белор. Новабарсуцкі сельсавет; до 2005 года — Новобарсуковский сельсовет) — упразднённая административная единица на территории Речицкого района Гомельской области Республики Беларусь.

## История
1 декабря 2013 года Новобарсукский сельсовет упразднён. Населённые пункты включены в состав Вышемирского сельсовета.

## Состав
Новобарсукский сельсовет включал 6 населённых пунктов:
- Заря Свободы — посёлок.
- Лесное — деревня.
- Малодуша — деревня.
- Новый Барсук — деревня.
- Сергеевка — деревня.
- Старый Барсук — деревня.